# Bernhard Darsow

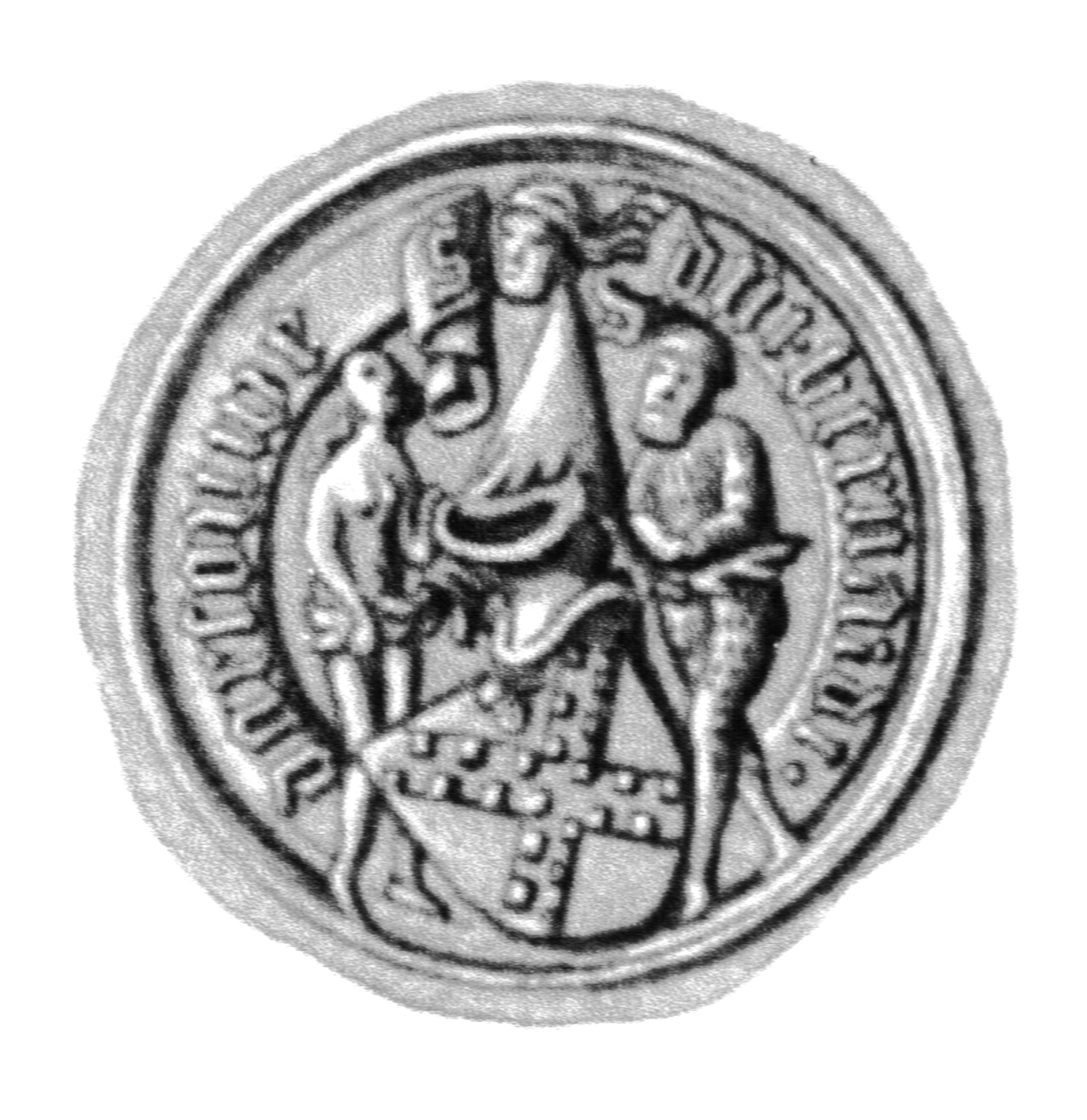
Siegel des Bernhard Darsow (um 1476)

Bernhard Darsow († 12. April 1479 in Lübeck) war ein deutscher Ratsherr der Hansestadt Lübeck im 15. Jahrhundert.
Darsow entstammte einer alten Lübecker Ratsfamilie und war Sohn des Ratsherrn Hermann Darsow aus dessen zweiter Ehe. Er wurde 1460 in den Rat der Stadt erwählt und gehörte als Mitglied der Zirkelgesellschaft (seit 1429) dem reichsadligen Patriziat der Stadt an. Sein erhebliches Vermögen war in großen Teilen ererbt. Neben dem Eigentum an dem Dorf Sierksrade besaß er aus dem Erbe seines Vaters je einen halben Anteil an Krummesse und Kronsforde. Von seiner Frau gelangte im Erbgang der halbe Anteil der Lübecker Ratsfamilie Crispin an Kronsforde mit den Dörfern Bliestorf und Rondeshagen in seine Hand. In Lübeck bewohnte er das Haus Königstraße 18.
Seine Schwiegersöhne, die Ratsherren Hermann von Wickede und Johann Hertze, erwarben für ihn nach seinem Tode mit ihren Ehefrauen als Erbbegräbnis die Darsow-Kapelle, eine Seitenkapelle der Lübecker Aegidienkirche.